# Казимежа-Велька
Казимежа-Велька (пол. Kazimierza Wielka)  —  город  в Польше, входит в Свентокшиское воеводство,  Казимежский повят.  Имеет статус городско-сельской гмины. Занимает площадь 5,34 км². Население — 5848 человек (на 2005 год).

## История

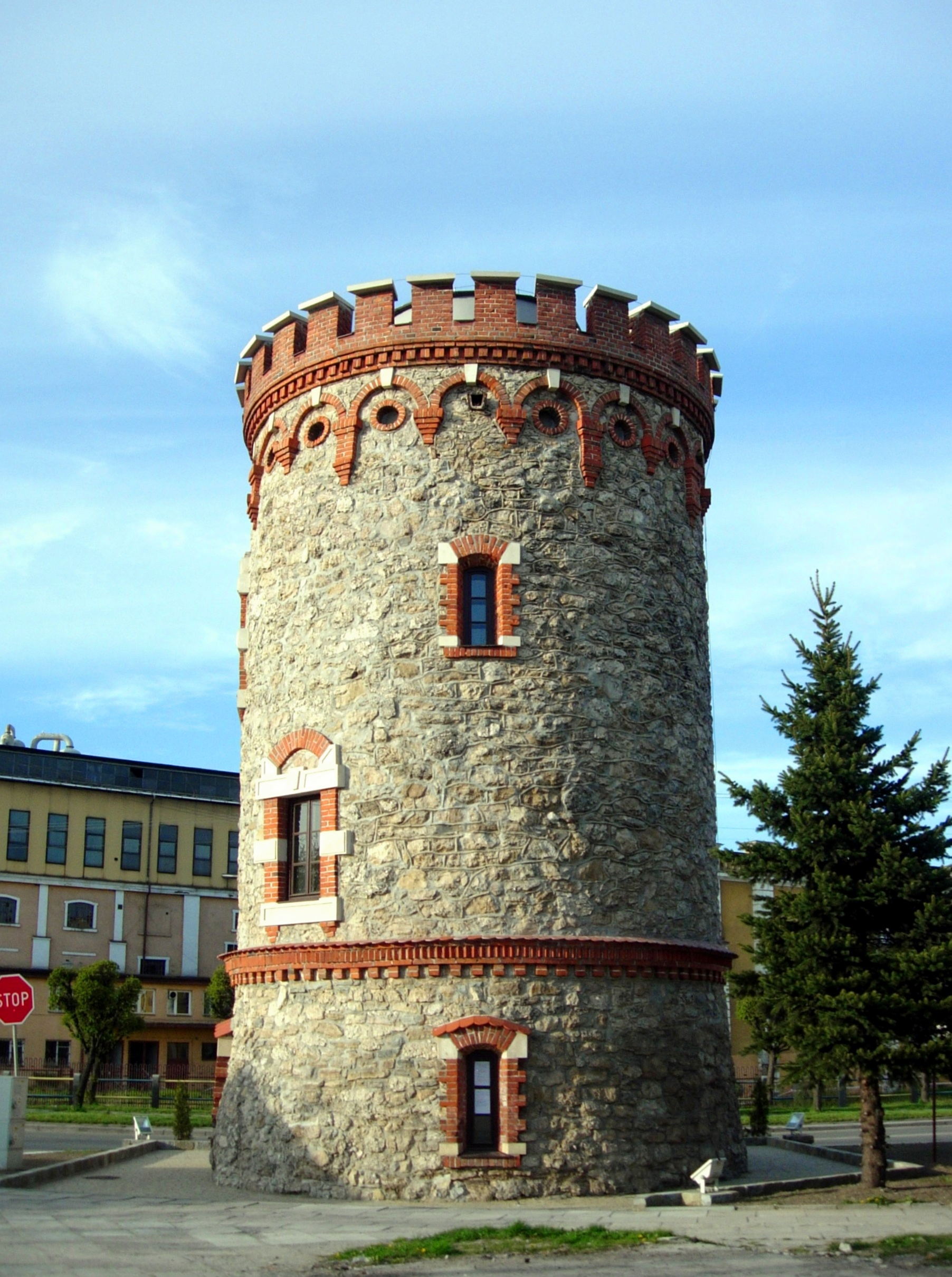
Казимежа-Велька

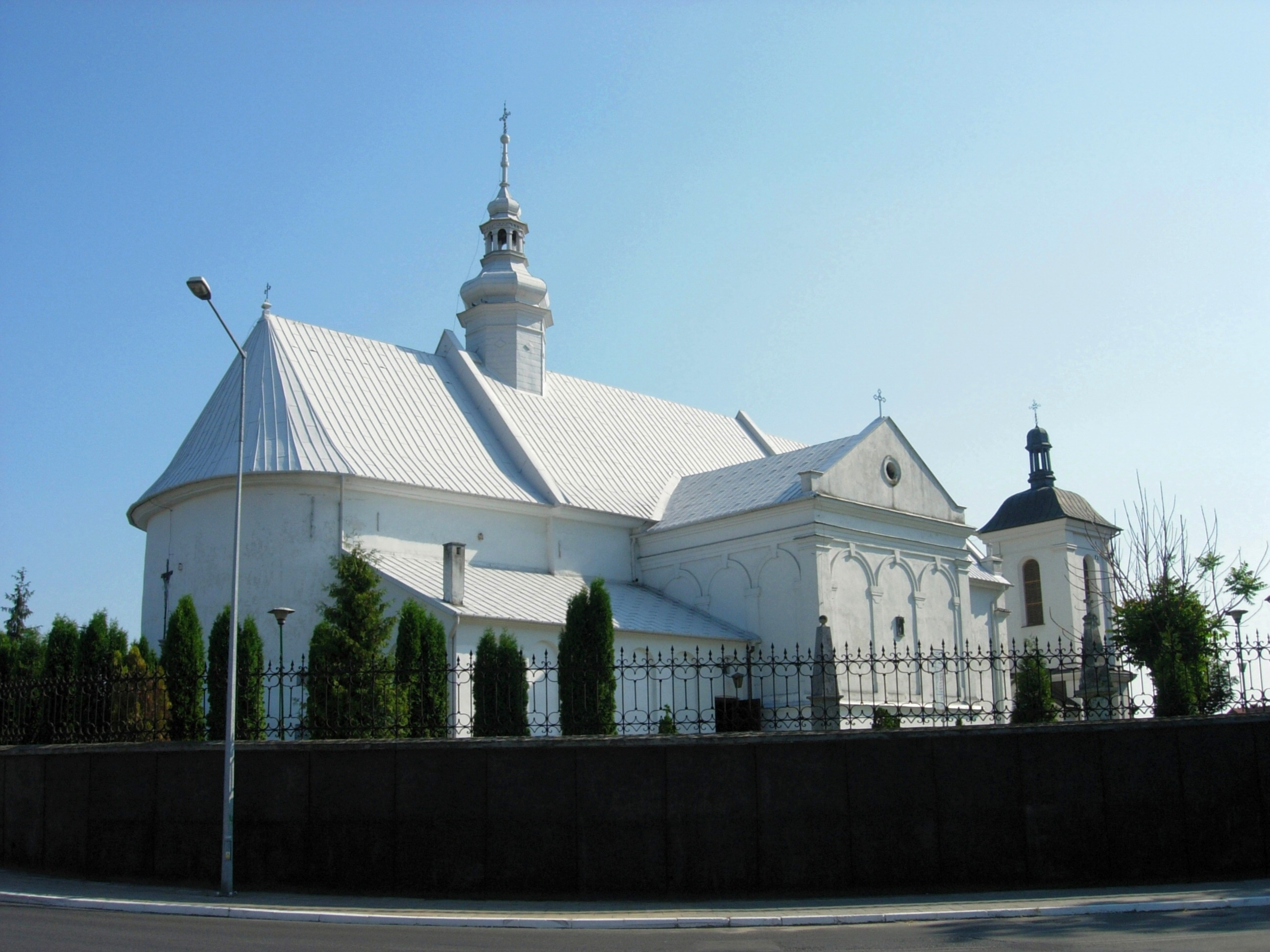
Костёл